# Opération Plumbbob
L'opération Plumbbob est le nom donné à une série d'essais nucléaires américains qui s'est déroulée du 28 mai au 7 octobre 1957 au site d'essais du Nevada après l'opération Redwing et avant le Project 58. C'est la plus importante, la plus longue et la plus controversée des séries de tests nucléaires menés sur le territoire continental des États-Unis.

## Contexte
L'opération était la sixième d'une série de tests nucléaires. Elle comprenait 29 essais nucléaires, deux ne produisirent aucun effet détectable. Vingt-et-un laboratoires et agences gouvernementales américains furent impliqués. La plupart des essais de l'opération Plumbbob contribuèrent au développement d'ogives nucléaires pour les missiles balistiques intercontinentaux et les IRBM, quelques tests visaient le développement d'ogives nucléaires de faible puissance destinées à la lutte antiaérienne et à la lutte anti-sous-marine. Les tests visaient à déterminer l'impact des radiations sur des structures civiles et militaires, sur des tissus biologiques et sur les structures d'aéronefs. L'opération détient le record pour la hauteur des tests nucléaires américains sur pylône. L'un des tests comprenait le plus vaste mouvement de troupes américaines jamais réalisé.
Environ 1 200 porcs subirent des expériences biomédicales ainsi que les effets de souffle. Lors du test Priscilla (37 kT), 719 porcs subirent différentes expériences sur le Frenchman Flat. Quelques porcs furent recouverts de vêtements faits de différents matériaux et enfermés dans des cages élevées dans le but de connaître le meilleur matériau contre les radiations thermiques consécutives à une explosion nucléaire. D'autres porcs furent placés dans des enclos entourés de grandes vitres en verre à quelque distance de l'hypocentre dans le but de déterminer l'effet des débris volants sur des êtres vivants.
Environ 18 000 soldats de l’US Air Force, de l’US Army, de l’US Navy et du US Marine Corps ont participé aux exercices Desert Rock VII et VIII pendant l'opération Plumbbob. Les responsables s'intéressaient au comportement de soldats soumis aux très dures conditions d'un champ de bataille nucléaire. Des études furent menées sur la contamination radioactive et les retombées nucléaires lors de la simulation d'une explosion nucléaire accidentelle. Des expériences touchant le déplacement terrestre et les émissions neutroniques furent réalisées.
Des expériences sur la sécurité des armes nucléaires furent menées dans le but de déterminer les conséquences d'une explosion nucléaire lors d'un accident. Le 26 juillet 1957, Pascal-A explosa dans un puits sans couvercle au site d'essais du Nevada, c'était la première expérience d'explosion nucléaire dans un puits souterrain.
Le tir Rainier, réalisé le 19 septembre 1957, fut la première expérience américaine d'explosion souterraine sans ventilation vers l'atmosphère. Cette explosion de 1,7 kilotonne fut détectée par différents sismologues à l'aide d'instruments courants. Le test Rainier servit de modèle aux tests souterrains ultérieurs, plus puissants.
En 2007, Éric Ruel et Guylaine Maroist présentent le documentaire Bombes à retardement qui retrace la vie de soldats canadiens soumis à ces essais nucléaires en 1957. Il comprend des films d’archives de l’armée américaine au moment de l’opération Plumbbob.

## Essais
| Nom            | Date              | Puissance explosive | Remarques                                                                       | Image |
| -------------- | ----------------- | ------------------- | ------------------------------------------------------------------------------- | --- |
| Boltzmann      | 28 mai 1957       | 2 kt                | Tir d'une tour                                                                  | |
| Franklin       | 2 juin 1957       | 140 tonnes          | Échec                                                                           | |
| Lassen         | 5 juin 1957       | 0,5 kt              | Tir sous ballon                                                                 | |
| Wilson         | 18 juin 1957      | 10 kt               | Tir sous ballon                                                                 | |
| Priscilla      | 24 juin 1957      | 37 kt               | Tir sous ballon                                                                 | |
| Coulomb-A      | 1er juillet 1957  | Aucune puissance    | Essai de sécurité                                                               | |
| Hood           | 5 juillet 1957    | 74 kt               | Tir sous ballon, plus grosse explosion atmosphérique sur le continent américain | La boule de feu de l'essai thermonucléaire Hood vu du centre de contrôle à 14 km de distance au niveau du sol. L'onde de choc a provoqué le tremblement de fenêtres à 300 miles de distance en Californie, alors que l'éclair lumineux a été aperçu par un pilote d'avion qui volait au-dessus des îles Hawaï, à environ 2 700 miles du Nevada Test Site. |
| Diablo         | 15 juillet 1957   | 17 kt               | Tir d'une tour                                                                  | |
| John           | 19 juillet 1957   | 2 kt                | Tir d'un missile AIR-2 Genie depuis un Northrop F-89 Scorpion                   | |
| Kepler         | 24 juillet 1957   | 10 kt               | Tir d'une tour                                                                  | |
| Owens          | 25 juillet 1957   | 9,7 kt              | Tir sous ballon                                                                 | |
| Pascal-A       | 26 juillet 1957   | 55 tonnes           | Expérience en silo. Puissance dite minime. Puissance attendue de 1 à 2 livres   | |
| Stokes         | 7 août 1957       | 19 kt               | Tir sous ballon                                                                 | The tail, or “aft”, section of a U.S. Navy Goodyear ZSG-3 Blimp is shown with the Stokes cloud in background. The blimp was over five miles from ground zero when it was collapsed by the shock wave. The airship was unmanned and was used in military effects experiments on blast and heat. Navy personnel on the ground in the vicinity of the experimental area were unhurt. On the ground to the left are the re mai ns of the blimp's forward section. |
| Saturn         | 10 août 1957      | Aucune puissance    | Expérience en silo                                                              | |
| Shasta         | 18 août 1957      | 17 kt               | Tir d'une tour                                                                  | |
| Doppler        | 23 août 1957      | 11 kt               | Tir sous ballon                                                                 | |
| Pascal-B       | 27 août 1957      | 300 tonnes          | Expérience en silo. Puissance dite minime. Puissance attendue de 1 à 2 livres   | |
| Franklin Prime | 30 août 1957      | 4,7 kt              | Tir sous ballon                                                                 | |
| Smoky          | 31 août 1957      | 44 kt               | Tir d'une tour                                                                  | |
| Galileo        | 2 septembre 1957  | 11 kt               | Tir d'une tour                                                                  | |
| Wheeler        | 6 septembre 1957  | 97 tonnes           | Tir sous ballon                                                                 | |
| Coulomb-B      | 6 septembre 1957  | 300 tonnes          | Expérience de sécurité au sol                                                   | |
| Laplace        | 8 septembre 1957  | 1 kt                | Tir sous ballon d'un obus atomique W33                                          | |
| Fizeau         | 14 septembre 1957 | 11 kt               | Tir d'une tour                                                                  | |
| Newton         | 16 septembre 1957 | 12 kt               | Tir sous ballon                                                                 | |
| Rainier        | 19 septembre 1957 | 1,7 kt              | Tir dans un tunnel. Premier tir souterrain nucléaire américain.                 | |
| Whitney        | 23 septembre 1957 | 19 kt               | Tir d'une tour                                                                  | |
| Charleston     | 28 septembre 1957 | 12 kt               | Tir sous ballon                                                                 | |
| Morgan         | 7 octobre 1957    | 8 kt                | Tir sous ballon                                                                 | |